# Alonzo Clemons
Pour les articles homonymes, voir Clemons.
Alonzo Clemons est un sculpteur animalier américain avec un syndrome du savant. Il vit à Boulder, dans le Colorado.
Clemons a subi une grave blessure au cerveau étant enfant et en a gardé une sévère déficience intellectuelle (avec un QI estimé à 40-50). Cependant, il est en mesure de créer des sculptures d'animaux anatomiquement très précises, en pâte à modeler. Clemons peut créer une sculpture de presque n'importe quel animal, même s'il ne l'a vu que très peu de temps. Il est également capable de créer une reproduction réaliste en trois dimensions anatomiquement exacte d'un l'animal après avoir seulement regardé une image en deux dimensions pendant quelques instants. Il est surtout connu pour son travail sur la sculpture grandeur nature d'un cheval, mais la plupart de ses œuvres sont plus petites et réalisées en moins d'une heure.
En 1986, il a tenu une première exposition à Aspen, dans le Colorado. Ses œuvres ont été vendues pour un montant de 45 000 $.
Clemons a commencé la sculpture à l'école, où il se tenait assis silencieusement dans le fond de la classe, à réaliser des moulages de minuscules animaux dans des morceaux d'argile. Lorsque l'un de ses professeurs lui a pris l'argile, il a commencé à racler des morceaux de goudron souples sur la chaussée autour de son école, et à travailler sur ses sculptures dans sa chambre la nuit. Alonzo est maintenant considéré comme un excellent sculpteur. Il crée des sculptures d'animaux extrêmement réalistes, surtout des chevaux, des antilopes et des taureaux — après les avoir vus seulement quelques secondes. Selon sa mère, il peut voir un animal à la télévision, puis réaliser une sculpture dans la demi-heure qui suit. Même s'il est incapable de lacer ses chaussures ou de manger seul, il est capable de saisir les formes de ce qu'il voit et se montre d'une grande habileté manuelle dans la reproduction de ces images. Quand on lui demande comment il fait, Alonzo répond par un sourire et montre sa tête.

## Vidéographie
- Manufacturing Intellect, « Savants and Genius: A Wonderful Mystery documentary (1983) », 24 octobre 2017 (consulté le 21 février 2025)